# Словацко-венгерская война
Словацко-венгерская война (венг. Kis háború, словац. Malá vojna — «Малая война») — вооружённый конфликт между армиями Словакии и Венгрии, произошедший в восточной Словакии в конце марта 1939 года. Завершился тактической победой Венгрии и отчуждением полосы территории Словакии в пользу Венгрии (узкая полоска на крайнем востоке по линии Стакчин — Собранце).

## Предыстория
После Мюнхенского соглашения венгерские войска сконцентрировались на чехословацкой границе, хотя по численности существенно уступали хорошо подготовленной чехословацкой армии. В середине 1938 года венгерское министерство внутренних дел под началом Миклоша Козмы начало засылать вооружённые группы на восточную часть словацкой территории, населённую русинами. Ситуация находилась на грани открытой войны, и Германия и Италия, считавшие начало войны преждевременным, оказали давление на правительства Венгрии и Чехословакии с целью замедлить эскалацию конфликта. Правительства согласились заранее признать решение Венского арбитража, который 2 ноября 1938 года присудил Чехословакии передать 11,833 км² территории в юго-восточной Словакии, населённой этническими венграми и русинами, Венгрии. Население этой территории составляло около миллиона человек. Около 67 тысяч венгров остались на территории Словакии. Второй город Словакии, Кошице, оказался на передаваемой территории. Кроме того, Братислава, побывавшая когда-то столицей королевства Венгрия, рассматривалась венграми как потенциальная часть их территории.
Решение Венского арбитража не удовлетворило ни одну из сторон, и между 2 ноября 1938 года и 12 января 1939 года на границе произошло 22 столкновения, в которых были убитые и раненые.
Днём 14 марта 1939 года Словакия провозгласила независимость, после того, как Гитлер дал понять, что единственной альтернативой является венгерская оккупация. На следующую ночь немецкие войска были введены в Богемию и Моравию, после чего Чехословакия прекратила своё существование. 15 марта Венгрия признала Словакию. Тем не менее, в тот же день венгерские войска сделали попытку занять высоту на словацкой территории в районе Ужгорода, но потерпели неудачу.
14—17 марта 1939 года Венгрия оккупировала и аннексировала территорию Закарпатской Украины, находившуюся до этого в составе Чехословакии. Этот процесс сопровождался кровопролитными боестолкновениями между венгерскими и чехословацкими войсками, а также местными военизированными формированиями Карпатской сечи самопровозглашённой Карпатской Украины.
17 марта Венгрия заявила о том, что её граница со Словакией не является международно признанной и должна быть пересмотрена. Она предложила существенно передвинуть границу от Ужгорода до границы с Польшей, так что Венгрии отходили бы районы, в основном населённые венграми и русинами. Кроме того, граница отодвигалась бы от железной дороги, связывающей Ужгород с Польшей, тем самым обеспечивая её большую безопасность.
Под прямым давлением Германии руководители Словакии 18 марта в Братиславе согласились принять решение об изменении границы и образовать двустороннюю комиссию по уточнению линии границы. 22 марта комиссия завершила работу, и 23 марта договор был подписан Риббентропом в Берлине. Венгрия, однако, не стала ждать ратификации договора парламентом Словакии, сочтя обещания Германии достаточной гарантией.
Ночью 23 марта (за 6 часов до подписания договора Риббентропом) венгерские войска двинулись через реку Уж на территорию, которая по договору должна была отойти Венгрии.
В составе венгерских войск имелись бронетанковые части: во 2-й моторизованной бригаде имелся один взвод танков Fiat-3000B и три роты танкеток L3, в составе 1-й кавалерийской бригады — две роты танкеток L3, в составе 2-й кавалерийской бригады — ещё две роты танкеток L3.

## Ход войны
На рассвете 23 марта 1939 года войска Венгрии вошли на территорию Словакии со стороны Подкарпатской Руси. Продвижение велось по трём направлениям: Великий Берёзный — Улич — Старина, Малый Берёзный — Убля — Стакчин, Ужгород — Тибава — Собранце. Словацкие войска не были подготовлены и предупреждены об этом. После присоединения юго-восточной Словакии к Венгрии осенью 1938 года единственная железная дорога, ведущая в восточную Словакию, была перерезана венгерской территорией и перестала функционировать, поэтому получить какое-то подкрепление быстро словацкие войска также не могли. Однако им удалось организовать три очага сопротивления продвижению венгерской армии — около Стакчина, Михаловце и в западной части границы. Были приведены в боевую готовность войска в западной Словакии, в том числе артиллерийские части в Братиславе, Тренчине и Банской-Бистрице.
Венгерские войска быстро продвинулись в восточную Словакию, но на следующий день словацким войскам в Михаловцах удалось провести контратаку. Это позволило заменить командующего этими войсками, офицера запаса Штефана Гашшика, на прибывшего с запада майора регулярной армии Кубичека. Высланные из Прешова 30 единиц бронетехники прибыли в Михаловце рано утром 24 марта и атаковали венгерские позиции. Им удалось заставить отступить существенно превосходящие по численности венгерские силы на их основные позиции у Нижней-Рыбницы (у г. Собранце). В 11 часов утра началась атака на основные позиции венгерской армии.
Атака не удалась, и в результате превратилась в отступление, а затем в бегство, которое удалось остановить лишь около Михаловце. Бронетехника прикрывала отступление. Вечером 24 марта 30 единиц бронетехники и 35 лёгких танков прибыли в Михаловце в качестве подкрепления, и затем 25 марта сумели потеснить венгерские силы на восточном направлении. 26 марта под нажимом Германии было заключено перемирие. В тот же день в Михаловце прибыло существенное подкрепление, но организация контратаки словацких войск не имела никакого смысла, так как к этому моменту венгерская армия существенно превосходила их по численности.
Одновременно происходили боевые действия в воздухе.
После провозглашения независимости Словакии, часть военнослужащих покинула находившиеся на территории Словакии подразделения чехословацких ВВС и боеспособность ВВС Словакии снизилась. В марте 1939 на авиабазе в Спишской Новой Веси насчитывалось четыре авиаэскадрильи — 40 самолётов (20 истребителей Avia B.534, 15 Letov Š-328 и 5 Aero Ap-32), но в двух истребительных авиаэскадрильях на 20 истребителей Avia B.534 имелось только 9 пилотов и три штабных офицера. 17 марта 1939 экипаж одного самолёта-разведчика Letov Š-328 совершил перелёт в Румынию, где самолёт был интернирован румынскими властями (и в дальнейшем, несмотря на неоднократные запросы правительства Словакии, не был возвращён Словакии — его перекрасили и передали в ВВС Румынии). 22 марта 1939, перед началом боевых действий на авиабазу в Спишской Новой Веси прибыло пополнение.
25 марта 1939 ВВС Венгрии бомбили объекты в Спишской Новой Веси (основной целью являлась словацкая авиабаза, однако также бомбы были сброшены на казармы и склады лесоматериалов). В результате авианалёта были выведены из строя 7 самолётов ВВС Словакии (один бомбардировщик Avia B-71, два истребителя Avia B.534, один самолёт-разведчик Š-328 и три Aero Ap-32). Потери могли быть серьёзнее, но часть сброшенных авиабомб не сработали, попав в размокшую после прошедших дождей почву. Венгерская авиация потерь не имела, поскольку обеспечивавшее охрану аэродрома зенитное подразделение было недоукомплектовано личным составом и оказалось не готовым к отражению налёта.
Словацкая авиация бомбила Рожняву, Мукачево и Ужгород.
В ходе боевых действий был сбит один венгерский истребитель Fiat CR.32.
Всего за время войны Словакия потеряла 11 истребителей и бомбардировщиков, которые были сбиты либо вынуждены сесть на венгерской территории.